# Naechon-myeon, Hongcheon-gun
Naechon-myeon (koreanska: 내촌면) är en socken i den norra delen av Sydkorea, 100 km öster om huvudstaden Seoul. Den ligger i kommunen Hongcheon-gun i provinsen Gangwon. 